# Contessina de' Bardi
Contessina de' Bardi (Firenze, 1390 – Firenze, 1473) figlia di Alessandro de' Bardi e di Emilia Pannocchieschi, è famosa soprattutto per essere stata la moglie di Cosimo de' Medici detto Il Vecchio, primo de facto Signore di Firenze.

## Biografia

### Famiglia de' Bardi
Contessina nacque nel 1390 da Alessandro di Sozzo de' Bardi, conte di Vernio, e da Emilia (o Camilla), figlia di Raniero di Galdo Pannocchieschi, conte d'Elci.
Membro dei Bardi, la sua famiglia, un tempo ricchissima, entrò in bancarotta in seguito al mancato risarcimento dei prestiti finanziari concessi al Re d'Inghilterra Edoardo III.
Nonostante la crisi finanziaria, i Bardi riuscirono a mantenere una condizione agiata investendo soprattutto in terreni, castelli e fortilizi sui confini settentrionali della Repubblica di Firenze dei quali erano i padroni. Inoltre, erano comunque rispettati come illustre famiglia e godevano di una certa importanza come feudatari e uomini d'arme di professione, doti che sembrarono interessare molto ai Medici. Questi ultimi, infatti, all'occasione avrebbero potuto disporre di un braccio armato di cui avvalersi nella strategia di costruzione e di mantenimento, anche forzato, del consenso che avrebbe portato alla loro egemonia politica.

### Matrimonio - Cosimo de' Medici
Nel 1415 Contessina si sposò con Cosimo, figlio del banchiere Giovanni di Bicci de' Medici.
Nel 1416 diede alla luce il loro primo erede, Piero, e nel 1421 il secondo, Giovanni.
Nel 1433, il marito venne esiliato da Firenze e Contessina si rifugiò nella villa di Cafaggiolo, nel Mugello, prima di ritornare in città a seguito del trionfo di Cosimo l'anno successivo, che fu de facto nominato Signore di Firenze, titolo che manterrà fino alla morte.
Nel 1444 iniziarono i lavori per la costruzione di una nuova residenza per la famiglia, il sontuoso Palazzo Medici in via Larga, commissionato da Cosimo all'architetto fiorentino Michelozzo. Ancora prima della fine dei lavori, la famiglia si trasferì nel palazzo.
Contessina col marito aveva un buon rapporto, basato su toni affettuosi. I due seppero mantenere un'intesa perfetta: lei impegnata nel gestire la vita domestica, lui la politica interna ed estera di Firenze. Oltre alle tipiche mansioni di padrona di casa, Contessina aiutò, col suo portamento austero e aristocratico, il marito Cosimo nell'accogliere personalità d'alto rango nel palazzo di famiglia, come il figlio del Duca di Milano Francesco Sforza, Galeazzo Maria. Il matrimonio non si incrinò neanche davanti alla relazione extraconiugale del marito con una schiava circassa comprata a Venezia di nome Maddalena, dalla cui unione nascerà un figlio illegittimo, Carlo, accolto e allevato poi nel palazzo di famiglia al pari della prole "legittima".
Religiosissima, Contessina fece riedificare il convento di San Luca in via San Gallo e per questo fu in stretti rapporti con l'arcivescovo di Firenze, Antonino Pierozzi (poi Santo).

### Ultimi anni
Gli ultimi anni della sua vita furono attraversati da una serie di lutti familiari che la colpirono profondamente. Nel 1459, infatti, morì alla tenera età di otto anni il nipote Cosimino, figlio del secondogenito Giovanni. Lo stesso Giovanni venne a mancare quattro anni dopo la morte del figlio, nel 1463. Un anno dopo, nel 1464, morirà il marito di Contessina, all'età di settantaquattro anni. Contessina sopravvisse anche al primogenito Piero, detto il Gottoso, succeduto al padre nella Signoria di Firenze, che morì nel 1469.

### Morte
Rimase fino all'ultimo un punto di riferimento per i nipoti e i vari parenti, tanto che il nipote Lorenzo il Magnifico chiamò la figlia più piccola Contessina, appunto, in suo onore.
L'anziana Contessina si spense a Firenze nell'autunno del 1473.

## Cultura di massa
- Contessina de' Bardi è tra i personaggi centrali nella 1ª stagione (2016) della serie televisiva anglo-italiana I Medici: Masters of Florence, ed è interpretata dall'attrice britannica Annabel Scholey. Nella serie è presente anche, come personaggio secondario, il padre di Contessina, Alessandro, interpretato dall'attore britannico David Bradley.